# Персна
Персна (пол. Piersna, нім. Pürschen) — село в Польщі, у гміні Пенцлав Ґлоґовського повіту Нижньосілезького воєводства.
Населення — 219 осіб (2011).
У 1975-1998 роках село належало до Легницького воєводства.

## Демографія
Демографічна структура станом на 31 березня 2011 року:
|          | Загалом | Допрацездатний вік | Працездатний вік | Постпрацездатний вік |
| -------- | ------- | ------------------ | ---------------- | -------------------- |
| Чоловіки | 110     | 24                 | 73               | 13                   |
| Жінки    | 109     | 30                 | 64               | 15                   |
| Разом    | 219     | 54                 | 137              | 28                   |